# Misterele casei Anubis
Misterele casei Anubis (engleză House of Anubis) este un serial de televiziune de mister dezvoltat pentru Nickelodeon bazat pe serialul de televiziune olandez-belgian Het Huis Anubis. Serialul a fost creat de Hans Bourlon și Gert Verhulst și a avut premiera pe Nickelodeon pe 1 ianuarie 2011 în Statele Unite și pe 25 februarie 2011 în Regatul Unit. Este primul serial al canalului care a fost turnat în afara Statelor Unite și realizat în formatul de telenovelă Ultimul episod a fost difuzat pe 17 iunie 2013.

## Distribuție
| Numele actorului/actriței | Rolul                       | Sezoanele |
| ------------------------- | --------------------------- | --------- |
| Nathalia Ramos            | Nina Martin                 | 1-2       |
| Brad Kavangh              | Fabian Rutter               | 1-3       |
| Jade Ramsey               | Patricia Wiliamson          | 1-3       |
| Ana Mulvoy Ten            | Amber Milington             | 1-3       |
| Alex Sawyer               | Alfie Lewis                 | 1-3       |
| Tasie Dhanraj             | Mara Jaffray                | 1-3       |
| Eugene Simone             | Jerome Clarke               | 1-3       |
| Klariza Clayton           | Joy Mercer                  | 1-3       |
| Bobby Lookwood            | Mick Campbell               | 1-2       |
| Burkely Duffield          | Eddie Miller (Edison Sweet) | 2-3       |